# Кириченко Єгор Олександрович
Єгор Олександрович Кириченко (17 серпня 1915, хутір Маяки Області Війська Донського, тепер Ростовської області Російської Федерації — ?) — український радянський діяч, секретар Луганського сільського обласного комітету КПУ, 1-й секретар Нижньодуванського районного комітету КПУ Луганської області.

## Життєпис
З вересня 1938 року — в Червоній армії.
Член ВКП(б) з 1940 року.
Під час німецько-радянської війни служив начальником клубу 49-го мотострілецького полку 49-ї танкової дивізії, був на політичній роботі в 28-му стрілецькому корпусі, 58-й гвардійській стрілецькій дивізії, служив відповідальним секретарем партійного бюро 473-го артилерійського полку 99-ї (164-ї) стрілецької дивізії, був старшим інструктором із оргпартроботи політичного відділу 88-ї гвардійської стрілецької дивізії. Воював на Південному, Південно-Західному, Сталінградському, Донському, 3-му Українському, 1-му Білоруському фронтах.
Після демобілізації перебував на відповідальній партійній роботі.
На 1957 — січень 1963 року — 1-й секретар Нижньодуванського районного комітету КПУ Ворошиловградської (Луганської) області.
17 січня 1963 — 4 грудня 1964 року — секретар Луганського сільського обласного комітету КПУ — голова сільського обласного комітету партійно-державного контролю. Одночасно, 19 січня 1963 — 7 грудня 1964 року — заступник голови виконавчого комітету Луганської сільської обласної ради депутатів трудящих.
Подальша доля невідома. На 1985 рік — персональний пенісонер.

## Звання
- молодший політрук
- політрук
- гвардії капітан
- гвардії майор
- підполковник

## Нагороди
- орден Червоного Прапора (28.05.1945)
- два ордени Вітчизняної війни І ст. (28.02.1945, 6.11.1985)
- орден Трудового Червоного Прапора (26.02.1958)
- два ордени Червоної Зірки (13.04.1944, 14.08.1944)
- медаль «За бойові заслуги» (18.02.1943)
- медаль «За оборону Сталінграда» (1943)
- медаль «За визволення Варшави» (1945)
- медаль «За взяття Берліна» (1945)
- медаль «За перемогу над Німеччиною у Великій Вітчизняній війні 1941—1945 рр.» (1945)
- медалі